# Josep Lluís de Delàs i Franco
Josep Lluís de Delàs i Franco   (Barcelona, 28 de març de 1928 - Bornheim, 21 de setembre de 2018) va ser un director d'orquestra i compositor català.
Premio Nacional de Música el 1995, va desenvolupar la seva carrera musical a Colònia, Alemanya, on es va exiliar a principis dels anys 1940. El 2014 va donar el seu arxiu personal a la Biblioteca Nacional d'Espanya, integrada per més de 25 manuscrits originals de les seves obres que abasten la seva trajectòria musical des de 1963 fins al 2018.
Entre les seves obres destaquen Borders (1963) per a piano, Obres (1965) per a arpa, Imago (1964-65) per a orquestra de cambra i Denkbild kurze Schatten (1977) per a set instruments i sobre uns textos de Walter Benjamin.